# Ängessjö
Ängessjö är ett rikkärr i byn Sålis i Hammarland på Åland. Ängessjö naturreservat inrättades 2001 i syfte att skydda ett 9,5 hektar stort område av naturskog och en våtmark av rikkärrstyp. Området ingår som en del i det av landskapsstyrelsen 1998 godkända Natura 2000-programmet för Åland.
Genom området rinner ett dike från den cirka 500 meter söderut belägna Bredmossen vidare ut i havet i Mjölkviken i södra delen av Sandviksfjärden cirka 1 kilometer norr om Ängessjö.